# Copa Libertadores 2020
Copa Libertadores 2020 – 61. edycja rozgrywek piłkarskich Copa Libertadores o miano najlepszej drużyny klubowej konfederacji CONMEBOL. Zwycięzca rozgrywek otrzyma prawo reprezentowania strefy CONMEBOL na Klubowych Mistrzostwach Świata, a także prawo występu w meczu o Recopa Sudamericana w roku 2021. Finał został przeniesiony na koniec stycznia 2021 roku, z powodu przerwanie rozgrywek po drugiej kolejce, przyczyną była pandemia COVID-19. Obrońcą tytułu jest brazylijska drużyna Flamengo.
Rozgrywki składają się z 3 części:
- fazy kwalifikacyjnej,
- fazy grupowej,
- fazy pucharowej.

## Podział miejsc
47 miejsc w rozgrywkach zostało podzielonych przez CONMEBOL na poszczególne federacje w formacie:
- zdobywca Copa Libertadores 2019,
- zdobywca Copa Sudamericana 2019,

| Federacja | Ilość drużyn |
| --------- | ------------ |
| Brazylia  | 7 miejsc     |
| Argentyna | 6 miejsc     |
| Chile     | 4. miejsca   |
| Kolumbia  | 4. miejsca   |
| Boliwia   | 4. miejsca   |
| Ekwador   | 4. miejsca   |
| Paragwaj  | 4. miejsca   |
| Peru      | 4. miejsca   |
| Urugwaj   | 4. miejsca   |
| Wenezuela | 4. miejsca   |

## Szczegółowy podział miejsc
|                                     | Drużyny rozpoczynające udział | Zwycięzcy poprzedniej rundy                                  |
| ----------------------------------- | --- | ------------------------------------------------------------ |
| I runda kwalifikacyjna (6 drużyn)   | - zespoły z miejsca 4 federacji Boliwii, Ekwadoru, Paragwaju, Peru, Urugwaju i Wenezueli (6 drużyn)                                                                                    |                                                              |
| II runda kwalifikacyjna (16 drużyn) | - zespoły z miejsc 6-7 Brazylii (2 drużyny) - zespół z miejsca 6 Argentyny - zespoły z miejsc 3-4 Chile i Kolumbii (4 drużyny) - zespoły z miejsc 3 pozostałych federacji (6 drużyn)   | - 3 zwycięzców I rundy kwalifikacyjnej                       |
| III runda kwalifikacyjna (8 drużyn) | | - 8 zwycięzców II rundy kwalifikacyjnej                      |
| Faza grupowa (32 drużyny)           | - zdobywca Copa Libertadores 2019 - zdobywca Copa Sudamericana 2019 - zespoły z miejsc 1-5 Brazylii i Argentyny (10 drużyn) - zespoły z miejsc 1-2 pozostałych 8 federacji (16 drużyn) | - 4 zwycięzców III rundy kwalifikacyjnej                     |
| Faza pucharowa (16 drużyn)          | | - zwycięzcy grup (8 drużyn) - wicemistrzowie grup (8 drużyn) |

O tym w jaki sposób drużyny w poszczególnych krajach zdobywają kwalifikacje decydują związki krajowe.

## Drużyny uczestniczące
| Federacja               | Drużyna (Miejsce)                                      | Zaczyna od                      | Sposób kwalifikacji                                                                                        |
| ----------------------- | ------------------------------------------------------ | ------------------------------- | --- |
| Argentyna · 6 miejsc    | Racing (Argentina 1)                                   | fazy grupowej                   | Primera División 2018/2019 zwycięzca                                                                       |
| Argentyna · 6 miejsc    | Defensa y Justicia (Argentina 2)                       | fazy grupowej                   | Primera División 2018/2019 2. miejsce                                                                      |
| Argentyna · 6 miejsc    | River Plate (Argentina 3)                              | fazy grupowej                   | Copa Argentina 2018/2019 zwycięzca                                                                         |
| Argentyna · 6 miejsc    | Tigre (Argentina 4)                                    | fazy grupowej                   | Copa de la Superliga 2019 zwycięzca                                                                        |
| Argentyna · 6 miejsc    | Boca Juniors (Argentina 5)                             | fazy grupowej                   | Primera División 2018/2019 3. miejsce                                                                      |
| Argentyna · 6 miejsc    | Atlético Tucumán (Argentina 6)                         | drugiej rundy kwalifikacyjnej   | Primera División 2018/2019 5. miejsce                                                                      |
| Boliwia · 4 miejsca     | Bolívar (Bolivia 1)                                    | fazy grupowej                   | Apertura 2019 zwycięzca                                                                                    |
| Boliwia · 4 miejsca     | Jorge Wilstermann (Bolivia 2)                          | fazy grupowej                   | Clausura 2019 zwycięzca                                                                                    |
| Boliwia · 4 miejsca     | The Strongest (Bolivia 3)                              | drugiej rundy kwalifikacyjnej   | División Profesional 2019 najlepszy zespół w tabeli łączonej nie zakwalifikowany w inny sposób             |
| Boliwia · 4 miejsca     | San José (Bolivia 4)                                   | pierwszej rundy kwalifikacyjnej | División Profesional 2019 drugi, najlepszy zespół w tabeli łączonej nie zakwalifikowany w inny sposób      |
| Brazylia · 7 + 1 miejsc | Flamengo (Brazil 1, Copa Libertadores)                 | fazy grupowej                   | Campeonato Brasileiro Série A 2019 zwycięzca i Copa Libertadores 2019 zwycięzca                            |
| Brazylia · 7 + 1 miejsc | Athletico Paranaense (Brazil 2)                        | fazy grupowej                   | Puchar Brazylii 2019 zwycięzca                                                                             |
| Brazylia · 7 + 1 miejsc | Santos (Brazil 3)                                      | fazy grupowej                   | Campeonato Brasileiro Série A 2019 2. miejsce                                                              |
| Brazylia · 7 + 1 miejsc | Palmeiras (Brazil 4)                                   | fazy grupowej                   | Campeonato Brasileiro Série A 2019 3. miejsce                                                              |
| Brazylia · 7 + 1 miejsc | Grêmio (Brazil 5)                                      | fazy grupowej                   | Campeonato Brasileiro Série A 2019 4. miejsce                                                              |
| Brazylia · 7 + 1 miejsc | São Paulo (Brazil 6)                                   | fazy grupowej                   | Campeonato Brasileiro Série A 2019 6. miejsce                                                              |
| Brazylia · 7 + 1 miejsc | Internacional (Brazil 7)                               | drugiej rundy kwalifikacyjnej   | Campeonato Brasileiro Série A 2019 7. miejsce                                                              |
| Brazylia · 7 + 1 miejsc | Corinthians (Brazil 8)                                 | drugiej rundy kwalifikacyjnej   | Campeonato Brasileiro Série A 2019 8. miejsce                                                              |
| Chile · 4 miejsca       | Universidad Católica (Chile 1)                         | fazy grupowej                   | Primera División 2019 zwycięzca                                                                            |
| Chile · 4 miejsca       | Colo-Colo (Chile 2)                                    | fazy grupowej                   | Primera División 2019 2. miejsce                                                                           |
| Chile · 4 miejsca       | Palestino (Chile 3)                                    | drugiej rundy kwalifikacyjnej   | Primera División 2019 3. miejsce                                                                           |
| Chile · 4 miejsca       | Universidad de Chile (Chile 4)                         | drugiej rundy kwalifikacyjnej   | Copa Chile 2019 2. miejsce                                                                                 |
| Ekwador · 4 + 1 miejsca | Independiente del Valle (Ecuador 1, Copa Sudamericana) | fazy grupowej                   | Copa Sudamericana 2019 zwycięzca                                                                           |
| Ekwador · 4 + 1 miejsca | Delfín (Ecuador 2)                                     | fazy grupowej                   | Serie A 2019 zwycięzca                                                                                     |
| Ekwador · 4 + 1 miejsca | LDU Quito (Ecuador 3)                                  | fazy grupowej                   | Serie A 2019 2. miejsce                                                                                    |
| Ekwador · 4 + 1 miejsca | Macará (Ecuador 4)                                     | drugiej rundy kwalifikacyjnej   | Serie A 2019 najlepszy zespół w tabeli łączonej nie zakwalifikowany w inny sposób                          |
| Ekwador · 4 + 1 miejsca | Barcelona (Ecuador 5)                                  | pierwszej rundy kwalifikacyjnej | Serie A 2019 drugi, najlepszy zespół w tabeli łączonej nie zakwalifikowany w inny sposób                   |
| Kolumbia · 4 miejsca    | Atlético Junior (Colombia 1)                           | fazy grupowej                   | Primera A 2019 Apertura zwycięzca                                                                          |
| Kolumbia · 4 miejsca    | América Cali (Colombia 2)                              | fazy grupowej                   | Primera A 2019 Finalización zwycięzca                                                                      |
| Kolumbia · 4 miejsca    | Deportes Tolima (Colombia 3)                           | drugiej rundy kwalifikacyjnej   | Primera A 2019 najlepszy zespół w tabeli łączonej nie zakwalifikowany w inny sposób                        |
| Kolumbia · 4 miejsca    | Independiente Medellín (Colombia 4)                    | drugiej rundy kwalifikacyjnej   | Copa Colombia 2019 zwycięzca                                                                               |
| Paragwaj · 4 miejsca    | Olimpia (Paraguay 1)                                   | fazy grupowej                   | Primera División 2019 Apertura i Clausura zwycięzca                                                        |
| Paragwaj · 4 miejsca    | Libertad (Paraguay 2)                                  | fazy grupowej                   | Primera División 2019 najlepszy zespół w tabeli łączonej nie zakwalifikowany w inny sposób                 |
| Paragwaj · 4 miejsca    | Cerro Porteño (Paraguay 3)                             | drugiej rundy kwalifikacyjnej   | Primera División 2019 drugi, najlepszy zespół w tabeli łączonej nie zakwalifikowany w inny sposób          |
| Paragwaj · 4 miejsca    | Club Guaraní (Paraguay 4)                              | pierwszej rundy kwalifikacyjnej | Primera División 2019 trzeci, najlepszy zespół w tabeli łączonej nie zakwalifikowany w inny sposób         |
| Peru · 4 miejsca        | Binacional (Peru 1)                                    | fazy grupowej                   | Primera División 2019 Descentralizado zwycięzca                                                            |
| Peru · 4 miejsca        | Alianza Lima (Peru 2)                                  | fazy grupowej                   | Primera División 2019 Descentralizado 2. miejsce                                                           |
| Peru · 4 miejsca        | Sporting Cristal (Peru 3)                              | drugiej rundy kwalifikacyjnej   | Primera División 2019 Descentralizado 3. miejsce                                                           |
| Peru · 4 miejsca        | Universitario (Peru 4)                                 | pierwszej rundy kwalifikacyjnej | Primera División 2019 Descentralizado najlepszy zespół w tabeli łączonej nie zakwalifikowany w inny sposób |
| Urugwaj · 4 miejsca     | Nacional (Uruguay 1)                                   | fazy grupowej                   | Primera División 2019 zwycięzca                                                                            |
| Urugwaj · 4 miejsca     | Peñarol (Uruguay 2)                                    | fazy grupowej                   | Primera División 2019 2. miejsce                                                                           |
| Urugwaj · 4 miejsca     | Cerro Largo (Uruguay 3)                                | drugiej rundy kwalifikacyjnej   | Primera División 2019 najlepszy zespół w tabeli łączonej nie zakwalifikowany w inny sposób                 |
| Urugwaj · 4 miejsca     | Progreso (Uruguay 4)                                   | pierwszej rundy kwalifikacyjnej | Primera División 2019 drugi, najlepszy zespół nie zakwalifikowany w inny sposób                            |
| Wenezuela · 4 miejsca   | Caracas (Venezuela 1)                                  | fazy grupowej                   | Primera División 2019 zwycięzca                                                                            |
| Wenezuela · 4 miejsca   | Estudiantes de Mérida (Venezuela 2)                    | fazy grupowej                   | Primera División 2019 2. miejsce                                                                           |
| Wenezuela · 4 miejsca   | Deportivo Táchira (Venezuela 3)                        | drugiej rundy kwalifikacyjnej   | Primera División 2019 najlepszy zespół w tabeli łączonej nie zakwalifikowany w inny sposób                 |
| Wenezuela · 4 miejsca   | Carabobo (Venezuela 4)                                 | pierwszej rundy kwalifikacyjnej | Primera División 2019 drugi, najlepszy zespół w tabeli łączonej nie zakwalifikowany w inny sposób          |

## Terminarz
12 marca 2020 roku CONMEBOL ogłosił, że turniej zostanie tymczasowo zawieszony po drugiej kolejce z powodu pandemii COVID-19, a mecze w trzeciej kolejce, pierwotnie zaplanowane na 17–19 marca 2020 roku, zostały przełożone na późniejszy termin. W dniu 18 marca 2020 r. CONMEBOL ogłosił, że turniej zostanie zawieszony do 5 maja 2020 r. W dniu 17 kwietnia 2020 r. CONMEBOL ogłosił, że turniej zostanie zawieszony na czas nieokreślony i nie wyznaczono daty jego wznowienia. W dniu 10 lipca 2020 r. CONMEBOL ogłosił nowy harmonogram pozostałej części konkursu.
Poniżej przedstawiono terminarz rozgrywek:
| Faza           | Runda                         | Pierwszy mecz                                                      | Drugi mecz                                                         |
| -------------- | ----------------------------- | ------------------------------------------------------------------ | ------------------------------------------------------------------ |
| Kwalifikacje   | Pierwsza runda kwalifikacyjna | 21–22 stycznia 2020                                                | 28–29 stycznia 2020                                                |
| Kwalifikacje   | Druga runda kwalifikacyjna    | 4–6 lutego 2020                                                    | 11–13 lutego 2020                                                  |
| Kwalifikacje   | Trzecia runda kwalifikacyjna  | 18–20 lutego 2020                                                  | 25–27 lutego 2020                                                  |
| Faza grupowa   | Termin 1                      | 3–5 marca 2020                                                     | 3–5 marca 2020                                                     |
| Faza grupowa   | Termin 2                      | 10–12 marca 2020                                                   | 10–12 marca 2020                                                   |
| Faza grupowa   | Termin 3                      | 15–17 września 2020 (pierwotnie 17–19 marca 2020)                  | 15–17 września 2020 (pierwotnie 17–19 marca 2020)                  |
| Faza grupowa   | Termin 4                      | 22–24 września 2020 (pierwotnie 7–9 kwietnia 2020)                 | 22–24 września 2020 (pierwotnie 7–9 kwietnia 2020)                 |
| Faza grupowa   | Termin 5                      | 29 września – 1 października 2020 (pierwotnie 21–23 kwietnia 2020) | 29 września – 1 października 2020 (pierwotnie 21–23 kwietnia 2020) |
| Faza grupowa   | Termin 6                      | 20–22 października 2020 (pierwotnie 5–7 maja 2020)                 | 20–22 października 2020 (pierwotnie 5–7 maja 2020)                 |
| Faza pucharowa | 1/8 finału                    | 24–26 listopada 2020 (pierwotnie 21–23 lipca 2020)                 | 1–3 grudnia 2020 (pierwotnie 28–30 lipca 2020)                     |
| Faza pucharowa | Ćwierćfinały                  | 8–10 grudnia 2020 (pierwotnie 18–20 sierpnia 2020)                 | 15–17 grudnia 2020 (pierwotnie 25–27 sierpnia 2020)                |
| Faza pucharowa | Półfinały                     | 5–7 stycznia 2021 (pierwotnie 22–24 września 2020)                 | 12–14 stycznia 2021 (pierwotnie 29 września – 1 października 2020) |
| Faza pucharowa | Finał                         | 30 stycznia 2021 (pierwotnie 21 listopada 2020)                    | 30 stycznia 2021 (pierwotnie 21 listopada 2020)                    |

## Faza kwalifikacyjna

### I runda kwalifikacyjna
Do startu w I rundzie kwalifikacyjnej uprawniono 6 drużyn, z czego 3 zostały rozstawione.
| Drużyna 1                            | Wynik dwumeczu | Drużyna 2              | Pierwszy mecz | Drugi mecz |
| ------------------------------------ | -------------- | ---------------------- | ------------- | ---------- |
| San José                             | 0:5            | Guaraní                | 0:1           | 0:4        |
| Carabobo                             | 1:2            | Universitario Deportes | 1:1           | 0:1        |
| Progreso                             | 1:5            | Barcelona SC           | 0:2           | 1:3        |
| Po lewej gospodarz pierwszego meczu. |                |                        |               |            |

### II runda kwalifikacyjna
Do startu w II rundzie kwalifikacyjnej uprawniono 16 drużyn (3 z poprzedniej rundy), z czego 8 zostały rozstawione.
| Drużyna 1                            | Wynik dwumeczu | Drużyna 2               | Pierwszy mecz | Drugi mecz |
| ------------------------------------ | -------------- | ----------------------- | ------------- | ---------- |
| Universitario Deportes               | 1:2            | Cerro Porteño           | 1:1           | 0:1        |
| Cerro Largo                          | 2:6            | Palestino               | 1:1           | 1:5        |
| Independiente Medellín               | 4:2            | Deportivo Táchira       | 4:0           | 0:2        |
| Macará                               | 0:2            | Deportes Tolima         | 0:1           | 0:1        |
| Club Universidad de Chile            | 0:2            | SC Internacional        | 0:0           | 0:2        |
| The Strongest                        | 2:2 (k. 5:6)   | Atlético Tucumán        | 2:0           | 0:2        |
| Guaraní                              | 2:2 (br. wyj.) | SC Corinthians Paulista | 1:0           | 1:2        |
| Barcelona SC                         | 5:2            | Sporting Cristal        | 4:0           | 1:2        |
| Po lewej gospodarz pierwszego meczu. |                |                         |               |            |

### III runda kwalifikacyjna
Do startu w III rundzie kwalifikacyjnej uprawniono 8 drużyn z poprzedniej rundy.
| Drużyna 1                            | Wynik dwumeczu | Drużyna 2        | Pierwszy mecz | Drugi mecz |
| ------------------------------------ | -------------- | ---------------- | ------------- | ---------- |
| Barcelona SC                         | 5:0            | Cerro Porteño    | 1:0           | 4:0        |
| Palestino                            | 1:3            | Guaraní          | 0:1           | 1:2        |
| Independiente Medellín               | 1:1 (k. 4:2)   | Atlético Tucumán | 1:0           | 0:1        |
| Deportes Tolima                      | 0:1            | SC Internacional | 0:0           | 0:1        |
| Po lewej gospodarz pierwszego meczu. |                |                  |               |            |

Ranking drużyn do Copa Sudamericana
Klasyfikacja drużyn, które odpadły w III rundzie kwalifikacyjnej została sporządzona na podstawie wyników meczów tych czterech drużyn w III rundzie kwalifikacyjnej. Na tej podstawie dwie najwyżej sklasyfikowane drużyny uzyskały przepustkę do Copa Sudamericana 2020.
| Awans do Copa Sudamericana 2020 |

| Lp. | Drużyna          | M | Z | R | P | Bramki | Bramki | +/– | Pkt |
| --- | ---------------- | - | - | - | - | ------ | ------ | --- | --- |
| 1   | Atlético Tucumán | 2 | 1 | 0 | 1 | 1      | 1      | 0   | 3   |
| 2   | Deportes Tolima  | 2 | 0 | 1 | 1 | 0      | 1      | −1  | 1   |
| 3   | Palestino        | 2 | 0 | 0 | 2 | 1      | 3      | −2  | 0   |
| 4   | Cerro Porteño    | 2 | 0 | 0 | 2 | 0      | 5      | −5  | 0   |

## Faza grupowa
Losowanie odbyło się 17 grudnia w Luque w Paragwaju. Do startu w fazie grupowej uprawnione są 32 drużyny (w tym 4 zwycięzców III rundy kwalifikacyjnej oraz zwycięzca Copa Sudamericana z poprzedniego sezonu). W trakcie losowania zespoły zostały rozdzielone na 4 koszyki, następnie rozlosowane i podzielone na 8 grup po 4 drużyny każda. Do jednej grupy nie będą mogły trafić drużyny z tego samego koszyka i federacji, z wyjątkiem drużyn, które uzyskały awans z III rundy kwalifikacyjnej, ponieważ w momencie losowania nie były znane drużyny, które awansują z eliminacji.
Wszystkie zespoły zagrają ze sobą dwukrotnie – po 2 najlepsze z każdej grupy awansują do fazy pucharowej, drużyny z 3. miejsc otrzymają prawo gry w drugiej rundzie Copa Sudamericana.
| Kolory w tabeli grup                                                 |
| -------------------------------------------------------------------- |
| Zespoły z miejsc 1. i 2. awansują do 1/8 finału                      |
| Zespół z miejsca 3. awansuje do drugiej rundy Copa Sudamericana 2020 |

Zasady ustalania kolejności w tabeli:
1. liczba zdobytych punktów w całej rundzie;
2. różnica bramek w całej rundzie;
3. łączna liczba bramek zdobytych w całej rundzie;
4. łączna liczba bramek zdobytych na wyjeździe w całej rundzie;
5. miejsce drużyny w rankingu CONMEBOL.

### Grupa A
| Lp. | Drużyna                     | M | Z | R | P | Bramki | Bramki | +/– | Pkt |
| --- | --------------------------- | - | - | - | - | ------ | ------ | --- | --- |
| 1   | CR Flamengo (A)             | 6 | 5 | 0 | 1 | 14     | 8      | +6  | 15  |
| 2   | Independiente del Valle (A) | 6 | 4 | 0 | 2 | 14     | 8      | +6  | 12  |
| 3   | Atlético Junior (CS)        | 6 | 2 | 0 | 4 | 8      | 12     | −4  | 6   |
| 4   | Barcelona SC                | 6 | 1 | 0 | 5 | 4      | 12     | −8  | 3   |

|                         | FLA | IDV | ATJ | BGU |
| ----------------------- | --- | --- | --- | --- |
| CR Flamengo             | –   | 4:0 | 3:1 | 3:0 |
| Independiente del Valle | 5:0 | –   | 3:0 | 2:0 |
| Atlético Junior         | 1:2 | 4:1 | –   | 0:2 |
| Barcelona SC            | 1:2 | 0:3 | 1:2 | –   |

### Grupa B
| Lp. | Drużyna           | M | Z | R | P | Bramki | Bramki | +/– | Pkt |
| --- | ----------------- | - | - | - | - | ------ | ------ | --- | --- |
| 1   | SE Palmeiras (A)  | 6 | 5 | 1 | 0 | 17     | 2      | +15 | 16  |
| 2   | Guaraní (A)       | 6 | 4 | 1 | 1 | 13     | 7      | +6  | 13  |
| 3   | Club Bolívar (CS) | 6 | 1 | 1 | 4 | 6      | 13     | −7  | 4   |
| 4   | Tigre             | 6 | 0 | 1 | 5 | 3      | 17     | −14 | 1   |

|              | PAL | GUA | BOL | TIG |
| ------------ | --- | --- | --- | --- |
| SE Palmeiras | –   | 3:1 | 5:0 | 5:0 |
| Guaraní      | 0:0 | –   | 2:0 | 4:1 |
| Club Bolívar | 1:2 | 2:3 | –   | 2:0 |
| Tigre        | 0:2 | 1:3 | 1:1 | –   |

### Grupa C
| Lp. | Drużyna                  | M | Z | R | P | Bramki | Bramki | +/– | Pkt |
| --- | ------------------------ | - | - | - | - | ------ | ------ | --- | --- |
| 1   | Jorge Wilstermann (A)    | 6 | 3 | 1 | 2 | 8      | 5      | +3  | 10  |
| 2   | Athletico Paranaense (A) | 6 | 3 | 1 | 2 | 8      | 6      | +2  | 10  |
| 3   | CA Peñarol (CS)          | 6 | 3 | 0 | 3 | 9      | 8      | +1  | 9   |
| 4   | CSD Colo-Colo            | 6 | 2 | 0 | 4 | 3      | 9      | −6  | 6   |

|                      | WIL | ATP | CAP | CCS |
| -------------------- | --- | --- | --- | --- |
| Jorge Wilstermann    | –   | 2:3 | 3:1 | 2:0 |
| Athletico Paranaense | 0:0 | –   | 1:0 | 2:0 |
| CA Peñarol           | 1:0 | 3:2 | –   | 3:0 |
| CSD Colo-Colo        | 0:1 | 1:0 | 2:1 | –   |

### Grupa D
| Lp. | Drużyna           | M | Z | R | P | Bramki | Bramki | +/– | Pkt |
| --- | ----------------- | - | - | - | - | ------ | ------ | --- | --- |
| 1   | River Plate (A)   | 6 | 4 | 1 | 1 | 21     | 6      | +15 | 13  |
| 2   | LDU Quito (A)     | 6 | 4 | 0 | 2 | 12     | 8      | +4  | 12  |
| 3   | São Paulo FC (CS) | 6 | 2 | 1 | 3 | 14     | 11     | +3  | 7   |
| 4   | Binacional        | 6 | 1 | 0 | 5 | 3      | 25     | −22 | 3   |

|              | RPL | LDU | SPA | EMB |
| ------------ | --- | --- | --- | --- |
| River Plate  | –   | 3:0 | 2:1 | 8:0 |
| LDU Quito    | 3:0 | –   | 4:2 | 4:0 |
| São Paulo FC | 2:2 | 3:0 | –   | 5:1 |
| Binacional   | 0:6 | 0:1 | 2:1 | –   |

### Grupa E
| Lp. | Drużyna                   | M | Z | R | P | Bramki | Bramki | +/– | Pkt |
| --- | ------------------------- | - | - | - | - | ------ | ------ | --- | --- |
| 1   | Grêmio Porto Alegre (A)   | 6 | 3 | 2 | 1 | 6      | 3      | +3  | 11  |
| 2   | SC Internacional (A)      | 6 | 2 | 2 | 2 | 8      | 6      | +2  | 8   |
| 3   | Universidad Católica (CS) | 6 | 2 | 1 | 3 | 5      | 8      | −3  | 7   |
| 4   | América Cali              | 6 | 1 | 3 | 2 | 6      | 8      | −2  | 6   |

|                      | GPA | IPA | UCS | AMC |
| -------------------- | --- | --- | --- | --- |
| Grêmio Porto Alegre  | –   | 0:0 | 2:0 | 1:1 |
| SC Internacional     | 0:1 | –   | 3:0 | 4:3 |
| Universidad Católica | 2:0 | 2:1 | –   | 1:2 |
| América Cali         | 0:2 | 0:0 | 1:1 | –   |

### Grupa F
| Lp. | Drużyna                 | M | Z | R | P | Bramki | Bramki | +/– | Pkt |
| --- | ----------------------- | - | - | - | - | ------ | ------ | --- | --- |
| 1   | Club Nacional (A)       | 6 | 5 | 0 | 1 | 9      | 3      | +6  | 15  |
| 2   | Racing Club (A)         | 6 | 5 | 0 | 1 | 9      | 4      | +5  | 15  |
| 3   | Estudiantes Mérida (CS) | 6 | 1 | 1 | 4 | 8      | 12     | −4  | 4   |
| 4   | Alianza Lima            | 6 | 0 | 1 | 5 | 4      | 11     | −7  | 1   |

|                    | CNA | RAC | EDM | ALL |
| ------------------ | --- | --- | --- | --- |
| Club Nacional      | –   | 1:2 | 1:0 | 2:0 |
| Racing Club        | 0:1 | –   | 2:1 | 1:0 |
| Estudiantes Mérida | 1:3 | 1:2 | –   | 3:2 |
| Alianza Lima       | 0:1 | 0:2 | 2:2 | –   |

### Grupa G
| Lp. | Drużyna                 | M | Z | R | P | Bramki | Bramki | +/– | Pkt |
| --- | ----------------------- | - | - | - | - | ------ | ------ | --- | --- |
| 1   | Santos FC (A)           | 6 | 5 | 1 | 0 | 10     | 5      | +5  | 16  |
| 2   | Delfín (A)              | 6 | 2 | 1 | 3 | 6      | 7      | −1  | 7   |
| 3   | Defensa y Justicia (CS) | 6 | 2 | 0 | 4 | 8      | 10     | −2  | 6   |
| 4   | Olimpia                 | 6 | 1 | 2 | 3 | 6      | 8      | −2  | 5   |

|                    | SFC | DEL | DYJ | OLA |
| ------------------ | --- | --- | --- | --- |
| Santos FC          | –   | 1:0 | 2:1 | 0:0 |
| Delfín             | 1:2 | –   | 3:0 | 1:1 |
| Defensa y Justicia | 1:2 | 3:0 | –   | 2:1 |
| Olimpia            | 2:3 | 0:1 | 2:1 | –   |

### Grupa H
| Lp. | Drużyna                | M | Z | R | P | Bramki | Bramki | +/– | Pkt |
| --- | ---------------------- | - | - | - | - | ------ | ------ | --- | --- |
| 1   | CA Boca Juniors (A)    | 6 | 4 | 2 | 0 | 10     | 1      | +9  | 14  |
| 2   | Club Libertad (A)      | 6 | 2 | 1 | 3 | 8      | 11     | −3  | 7   |
| 3   | Caracas (CS)           | 6 | 2 | 1 | 3 | 8      | 12     | −4  | 7   |
| 4   | Independiente Medellín | 6 | 2 | 0 | 4 | 9      | 11     | −2  | 6   |

|                        | BJU | LIB | CAR | IND |
| ---------------------- | --- | --- | --- | --- |
| CA Boca Juniors        | –   | 0:0 | 3:0 | 3:0 |
| Club Libertad          | 0:2 | –   | 3:2 | 2:4 |
| Caracas                | 1:1 | 2:1 | –   | 0:2 |
| Independiente Medellín | 0:1 | 1:2 | 2:3 | –   |

## Faza pucharowa
Od tej rundy aż do zakończenia turnieju obowiązuje system pucharowy według następujących zasad
- w każdej z rund (z wyjątkiem finału), zakwalifikowane zespoły rozgrywają dwumecz z przeciwnikiem wyłonionym w drodze losowania, zespół o wyższym rozstawieniu jest gospodarzem rewanżowego spotkania,
- dla rozstrzygnięcia meczów w 1/8 finału, ćwierćfinałach i półfinałach stosowana jest Zasada przewagi bramek zdobytych w meczach wyjazdowych. Jeżeli ona nie pozwala wyłonić zwycięzcy rozgrywana jest seria rzutów z punktu karnego,
- W przypadku wyniku remisowego w meczu finałowym rozgrywana jest 30-minutowa dogrywka, a w przypadku dalszego braku rozstrzygnięcia rozgrywana jest seria rzutów z punktu karnego.

Rozstawienie
Drużyny, które zajęły pierwsze miejsca w swoich grupach będą rozstawione w losowaniu z numerami 1-8, natomiast te z drugich miejsc będą nierozstawione i otrzymają numery 9-16. Podział numerów dokonany zostanie na podstawie wyników osiągniętych w fazie grupowej i na tej podstawie będą stworzone dwie oddzielne klasyfikacje: dla drużyn rozstawionych i nierozstawionych.
| Nr | Gr | Drużyna                 | Mecze | W | R | P | Bramki | Bramki | +/− | Pkt |
| -- | -- | ----------------------- | ----- | - | - | - | ------ | ------ | --- | --- |
| 1  | B  | SE Palmeiras            | 6     | 5 | 1 | 0 | 17     | 2      | +15 | 16  |
| 2  | G  | Santos FC               | 6     | 5 | 1 | 0 | 10     | 5      | +5  | 16  |
| 3  | A  | CR Flamengo             | 6     | 5 | 0 | 1 | 14     | 8      | +6  | 15  |
| 4  | F  | Club Nacional           | 6     | 5 | 0 | 1 | 9      | 3      | +6  | 15  |
| 5  | H  | CA Boca Juniors         | 6     | 4 | 2 | 0 | 10     | 1      | +9  | 14  |
| 6  | D  | River Plate             | 6     | 4 | 1 | 1 | 21     | 6      | +15 | 13  |
| 7  | E  | Grêmio Porto Alegre     | 6     | 3 | 2 | 1 | 6      | 3      | +3  | 11  |
| 8  | C  | Jorge Wilstermann       | 6     | 3 | 1 | 2 | 8      | 5      | +3  | 10  |
| 9  | F  | Racing Club             | 6     | 5 | 0 | 1 | 9      | 4      | +5  | 15  |
| 10 | B  | Guaraní                 | 6     | 4 | 1 | 1 | 13     | 7      | +6  | 13  |
| 11 | A  | Independiente del Valle | 6     | 4 | 0 | 2 | 14     | 8      | +6  | 12  |
| 12 | D  | LDU Quito               | 6     | 4 | 0 | 2 | 12     | 8      | +4  | 12  |
| 13 | C  | Athletico Paranaense    | 6     | 3 | 1 | 2 | 8      | 6      | +2  | 10  |
| 14 | E  | SC Internacional        | 6     | 2 | 2 | 2 | 8      | 6      | +2  | 8   |
| 15 | G  | Delfín                  | 6     | 2 | 1 | 3 | 6      | 7      | -1  | 7   |
| 16 | H  | Club Libertad           | 6     | 2 | 1 | 3 | 8      | 11     | -3  | 7   |

Zasady ustalania kolejności: 1. liczba zdobytych punktów; 2. stosunek bramek; 3. liczba bramek strzelonych; 4. liczba bramek strzelonych na wyjeździe; 5. ranking CONMEBOL

### Drabinka
|  |                                           |                                           |                                           |                                           |                                           |   |   |                                    |                                    |                                    |                                    |                                    |  |  |                                      |                                      |                                      |                                      |                                      |  |  |                          |                          |                          |
|  | 1/8 finału (24–26 listopada, 1–3 grudnia) | 1/8 finału (24–26 listopada, 1–3 grudnia) | 1/8 finału (24–26 listopada, 1–3 grudnia) | 1/8 finału (24–26 listopada, 1–3 grudnia) | 1/8 finału (24–26 listopada, 1–3 grudnia) |   |   | Ćwierćfinały (8–10, 15–17 grudnia) | Ćwierćfinały (8–10, 15–17 grudnia) | Ćwierćfinały (8–10, 15–17 grudnia) | Ćwierćfinały (8–10, 15–17 grudnia) | Ćwierćfinały (8–10, 15–17 grudnia) |  |  | Półfinały (5–7, 12–14 stycznia 2021) | Półfinały (5–7, 12–14 stycznia 2021) | Półfinały (5–7, 12–14 stycznia 2021) | Półfinały (5–7, 12–14 stycznia 2021) | Półfinały (5–7, 12–14 stycznia 2021) |  |  | Finał (30 stycznia 2021) | Finał (30 stycznia 2021) | Finał (30 stycznia 2021) |
|  | 1/8 finału (24–26 listopada, 1–3 grudnia) | 1/8 finału (24–26 listopada, 1–3 grudnia) | 1/8 finału (24–26 listopada, 1–3 grudnia) | 1/8 finału (24–26 listopada, 1–3 grudnia) | 1/8 finału (24–26 listopada, 1–3 grudnia) |   |   | Ćwierćfinały (8–10, 15–17 grudnia) | Ćwierćfinały (8–10, 15–17 grudnia) | Ćwierćfinały (8–10, 15–17 grudnia) | Ćwierćfinały (8–10, 15–17 grudnia) | Ćwierćfinały (8–10, 15–17 grudnia) |  |  | Półfinały (5–7, 12–14 stycznia 2021) | Półfinały (5–7, 12–14 stycznia 2021) | Półfinały (5–7, 12–14 stycznia 2021) | Półfinały (5–7, 12–14 stycznia 2021) | Półfinały (5–7, 12–14 stycznia 2021) |  |  | Finał (30 stycznia 2021) | Finał (30 stycznia 2021) | Finał (30 stycznia 2021) |
|  |                                           |                                           |                                           |                                           |                                           |   |   |                                    |                                    |                                    |                                    |                                    |  |  |                                      |                                      |                                      |                                      |                                      |  |  |                          |                          |                          |
|  |                                           |                                           |                                           |                                           |                                           |   |   |                                    |                                    |                                    |                                    |                                    |  |  |                                      |                                      |                                      |                                      |                                      |  |  |                          |                          |                          |
|  | 13                                        | Athletico Paranaense                      | 1                                         | 0                                         | 1                                         |   |   |                                    |                                    |                                    |                                    |                                    |  |  |                                      |                                      |                                      |                                      |                                      |  |  |                          |                          |                          |
|  | 13                                        | Athletico Paranaense                      | 1                                         | 0                                         | 1                                         |   |   |                                    |                                    |                                    |                                    |                                    |  |  |                                      |                                      |                                      |                                      |                                      |  |  |                          |                          |                          |
|  | 6                                         | River Plate                               | 1                                         | 1                                         | 2                                         |   |   |                                    |                                    |                                    |                                    |                                    |  |  |                                      |                                      |                                      |                                      |                                      |  |  |                          |                          |                          |
|  | 6                                         | River Plate                               | 1                                         | 1                                         | 2                                         |   |   | 6                                  | River Plate                        | 2                                  | 6                                  | 8                                  |  |  |                                      |                                      |                                      |                                      |                                      |  |  |                          |                          |                          |
|  |                                           |                                           |                                           |                                           |                                           |   |   | 6                                  | River Plate                        | 2                                  | 6                                  | 8                                  |  |  |                                      |                                      |                                      |                                      |                                      |  |  |                          |                          |                          |
|  |                                           |                                           | 4                                         | Club Nacional                             | 0                                         | 2 | 2 |                                    |                                    |                                    |                                    |                                    |  |  |                                      |                                      |                                      |                                      |                                      |  |  |                          |                          |                          |
|  | 11                                        | Independiente del Valle                   | 4                                         | Club Nacional                             | 0                                         | 2 | 2 | 0                                  | 0                                  | 0 k. (2)                           |                                    |                                    |  |  |                                      |                                      |                                      |                                      |                                      |  |  |                          |                          |                          |
|  | 11                                        | Independiente del Valle                   |                                           |                                           |                                           |   |   |                                    |                                    | 0 k. (2)                           |                                    |                                    |  |  |                                      |                                      |                                      |                                      |                                      |  |  |                          |                          |                          |
|  | 4                                         | Club Nacional                             | 0                                         | 0                                         | 0 k. (4)                                  |   |   |                                    |                                    |                                    |                                    |                                    |  |  |                                      |                                      |                                      |                                      |                                      |  |  |                          |                          |                          |
|  | 4                                         | Club Nacional                             | 0                                         | 0                                         | 0 k. (4)                                  |   |   | 6                                  | River Plate                        | 0                                  | 2                                  | 2                                  |  |  |                                      |                                      |                                      |                                      |                                      |  |  |                          |                          |                          |
|  |                                           |                                           |                                           |                                           |                                           |   |   |                                    |                                    |                                    |                                    |                                    |  |  |                                      |                                      |                                      |                                      |                                      |  |  |                          |                          |                          |
|  |                                           |                                           | 1                                         | SE Palmeiras                              | 3                                         | 0 | 3 |                                    |                                    |                                    |                                    |                                    |  |  |                                      |                                      |                                      |                                      |                                      |  |  |                          |                          |                          |
|  | 16                                        | Club Libertad                             | 1                                         | SE Palmeiras                              | 3                                         | 0 | 3 | 3                                  | 2                                  | 5                                  |                                    |                                    |  |  |                                      |                                      |                                      |                                      |                                      |  |  |                          |                          |                          |
|  | 16                                        | Club Libertad                             |                                           |                                           |                                           |   |   |                                    |                                    | 5                                  |                                    |                                    |  |  |                                      |                                      |                                      |                                      |                                      |  |  |                          |                          |                          |
|  | 8                                         | Jorge Wilstermann                         | 1                                         | 0                                         | 1                                         |   |   |                                    |                                    |                                    |                                    |                                    |  |  |                                      |                                      |                                      |                                      |                                      |  |  |                          |                          |                          |
|  | 8                                         | Jorge Wilstermann                         | 1                                         | 0                                         | 1                                         |   |   | 16                                 | Club Libertad                      | 1                                  | 0                                  | 1                                  |  |  |                                      |                                      |                                      |                                      |                                      |  |  |                          |                          |                          |
|  |                                           |                                           |                                           |                                           |                                           |   |   | 16                                 | Club Libertad                      | 1                                  | 0                                  | 1                                  |  |  |                                      |                                      |                                      |                                      |                                      |  |  |                          |                          |                          |
|  |                                           |                                           | 1                                         | SE Palmeiras                              | 1                                         | 3 | 4 |                                    |                                    |                                    |                                    |                                    |  |  |                                      |                                      |                                      |                                      |                                      |  |  |                          |                          |                          |
|  | 15                                        | Delfín                                    | 1                                         | SE Palmeiras                              | 1                                         | 3 | 4 | 1                                  | 0                                  | 1                                  |                                    |                                    |  |  |                                      |                                      |                                      |                                      |                                      |  |  |                          |                          |                          |
|  | 15                                        | Delfín                                    |                                           |                                           |                                           |   |   |                                    |                                    | 1                                  |                                    |                                    |  |  |                                      |                                      |                                      |                                      |                                      |  |  |                          |                          |                          |
|  | 1                                         | SE Palmeiras                              | 3                                         | 5                                         | 8                                         |   |   |                                    |                                    |                                    |                                    |                                    |  |  |                                      |                                      |                                      |                                      |                                      |  |  |                          |                          |                          |
|  | 1                                         | SE Palmeiras                              | 3                                         | 5                                         | 8                                         |   |   | 1                                  | SE Palmeiras                       | 1                                  |                                    |                                    |  |  |                                      |                                      |                                      |                                      |                                      |  |  |                          |                          |                          |
|  |                                           |                                           |                                           |                                           |                                           |   |   |                                    |                                    |                                    |                                    |                                    |  |  |                                      |                                      |                                      |                                      |                                      |  |  |                          |                          |                          |
|  |                                           |                                           | 2                                         | Santos FC                                 | 0                                         |   |   |                                    |                                    |                                    |                                    |                                    |  |  |                                      |                                      |                                      |                                      |                                      |  |  |                          |                          |                          |
|  | 9                                         | Racing Club                               | 2                                         | Santos FC                                 | 0                                         | 1 | 1 | 2 k. (5)                           |                                    |                                    |                                    |                                    |  |  |                                      |                                      |                                      |                                      |                                      |  |  |                          |                          |                          |
|  | 9                                         | Racing Club                               |                                           |                                           |                                           |   |   |                                    |                                    |                                    |                                    |                                    |  |  |                                      |                                      |                                      |                                      |                                      |  |  |                          |                          |                          |
|  | 3                                         | CR Flamengo                               | 1                                         | 1                                         | 2 k. (3)                                  |   |   |                                    |                                    |                                    |                                    |                                    |  |  |                                      |                                      |                                      |                                      |                                      |  |  |                          |                          |                          |
|  | 3                                         | CR Flamengo                               | 1                                         | 1                                         | 2 k. (3)                                  |   |   | 9                                  | Racing Club                        | 1                                  | 0                                  | 1                                  |  |  |                                      |                                      |                                      |                                      |                                      |  |  |                          |                          |                          |
|  |                                           |                                           |                                           |                                           |                                           |   |   | 9                                  | Racing Club                        | 1                                  | 0                                  | 1                                  |  |  |                                      |                                      |                                      |                                      |                                      |  |  |                          |                          |                          |
|  |                                           |                                           | 5                                         | CA Boca Juniors                           | 0                                         | 2 | 2 |                                    |                                    |                                    |                                    |                                    |  |  |                                      |                                      |                                      |                                      |                                      |  |  |                          |                          |                          |
|  | 14                                        | SC Internacional                          | 5                                         | CA Boca Juniors                           | 0                                         | 2 | 2 | 0                                  | 1                                  | 1 k. (4)                           |                                    |                                    |  |  |                                      |                                      |                                      |                                      |                                      |  |  |                          |                          |                          |
|  | 14                                        | SC Internacional                          |                                           |                                           |                                           |   |   |                                    |                                    | 1 k. (4)                           |                                    |                                    |  |  |                                      |                                      |                                      |                                      |                                      |  |  |                          |                          |                          |
|  | 5                                         | CA Boca Juniors                           | 1                                         | 0                                         | 1 k. (5)                                  |   |   |                                    |                                    |                                    |                                    |                                    |  |  |                                      |                                      |                                      |                                      |                                      |  |  |                          |                          |                          |
|  | 5                                         | CA Boca Juniors                           | 1                                         | 0                                         | 1 k. (5)                                  |   |   | 5                                  | CA Boca Juniors                    | 0                                  | 0                                  | 0                                  |  |  |                                      |                                      |                                      |                                      |                                      |  |  |                          |                          |                          |
|  |                                           |                                           |                                           |                                           |                                           |   |   |                                    |                                    |                                    |                                    |                                    |  |  |                                      |                                      |                                      |                                      |                                      |  |  |                          |                          |                          |
|  |                                           |                                           | 2                                         | Santos FC                                 | 0                                         | 3 | 3 |                                    |                                    |                                    |                                    |                                    |  |  |                                      |                                      |                                      |                                      |                                      |  |  |                          |                          |                          |
|  | 10                                        | Guaraní                                   | 2                                         | Santos FC                                 | 0                                         | 3 | 3 | 0                                  | 0                                  | 0                                  |                                    |                                    |  |  |                                      |                                      |                                      |                                      |                                      |  |  |                          |                          |                          |
|  | 10                                        | Guaraní                                   |                                           |                                           |                                           |   |   |                                    |                                    | 0                                  |                                    |                                    |  |  |                                      |                                      |                                      |                                      |                                      |  |  |                          |                          |                          |
|  | 7                                         | Grêmio Porto Alegre                       | 2                                         | 2                                         | 4                                         |   |   |                                    |                                    |                                    |                                    |                                    |  |  |                                      |                                      |                                      |                                      |                                      |  |  |                          |                          |                          |
|  | 7                                         | Grêmio Porto Alegre                       | 2                                         | 2                                         | 4                                         |   |   | 7                                  | Grêmio Porto Alegre                | 1                                  | 1                                  | 2                                  |  |  |                                      |                                      |                                      |                                      |                                      |  |  |                          |                          |                          |
|  |                                           |                                           |                                           |                                           |                                           |   |   | 7                                  | Grêmio Porto Alegre                | 1                                  | 1                                  | 2                                  |  |  |                                      |                                      |                                      |                                      |                                      |  |  |                          |                          |                          |
|  |                                           |                                           | 2                                         | Santos FC                                 | 1                                         | 4 | 5 |                                    |                                    |                                    |                                    |                                    |  |  |                                      |                                      |                                      |                                      |                                      |  |  |                          |                          |                          |
|  | 12                                        | LDU Quito                                 | 2                                         | Santos FC                                 | 1                                         | 4 | 5 | 1                                  | 1                                  | 2                                  |                                    |                                    |  |  |                                      |                                      |                                      |                                      |                                      |  |  |                          |                          |                          |
|  | 12                                        | LDU Quito                                 |                                           |                                           |                                           |   |   |                                    |                                    | 2                                  |                                    |                                    |  |  |                                      |                                      |                                      |                                      |                                      |  |  |                          |                          |                          |
|  | 2                                         | Santos FC                                 | 2                                         | 0                                         | 2 (wyj.)                                  |   |   |                                    |                                    |                                    |                                    |                                    |  |  |                                      |                                      |                                      |                                      |                                      |  |  |                          |                          |                          |
|  | 2                                         | Santos FC                                 | 2                                         | 0                                         | 2 (wyj.)                                  |   |   |                                    |                                    |                                    |                                    |                                    |  |  |                                      |                                      |                                      |                                      |                                      |  |  |                          |                          |                          |
|  |                                           |                                           |                                           |                                           |                                           |   |   |                                    |                                    |                                    |                                    |                                    |  |  |                                      |                                      |                                      |                                      |                                      |  |  |                          |                          |                          |

### 1/8 finału
| Drużyna 1                            | Wynik dwumeczu | Drużyna 2           | Pierwszy mecz | Drugi mecz |
| ------------------------------------ | -------------- | ------------------- | ------------- | ---------- |
| Guaraní                              | 0:4            | Grêmio Porto Alegre | 0:2           | 0:2        |
| Independiente del Valle              | 0:0 (k. 2:4)   | Club Nacional       | 0:0           | 0:0        |
| Delfín                               | 1:8            | SE Palmeiras        | 1:3           | 0:5        |
| SC Internacional                     | 1:1 (k. 4:5)   | CA Boca Juniors     | 0:1           | 1:0        |
| Racing Club                          | 2:2 (k. 5:3)   | CR Flamengo         | 1:1           | 1:1        |
| Club Libertad                        | 5:1            | Jorge Wilstermann   | 3:1           | 2:0        |
| Athletico Paranaense                 | 1:2            | River Plate         | 1:1           | 0:1        |
| LDU Quito                            | 2:2 (br. wyj.) | Santos FC           | 1:2           | 1:0        |
| Po lewej gospodarz pierwszego meczu. |                |                     |               |            |

Dwumecz A
| 27 listopada 2020 01:30 CET | Guaraní | 0:2(0:0)Raport | Grêmio Porto Alegre · Jean Pyerre 56' · Pepê 86' | Estadio Defensores del Chaco, Asunción Sędzia: Guillermo Guerrero |
|                             |         |                |                                                  |                                                                   |

| 4 grudnia 2020 01:30 CET | Grêmio Porto Alegre · Ferreira 3' · Rodrigues 90+7' | 2:0(1:0)Raport | Guaraní | Arena do Grêmio, Porto Alegre Sędzia: Wilmar Roldán |
|                          |                                                     |                |         |                                                     |

Dwumecz B
| 25 listopada 2020 23:15 CET | Independiente del Valle | 0:0(0:0)Raport | Club Nacional | Estadio Rodrigo Paz Delgado, Quito Sędzia: Raphael Claus |
|                             |                         |                |               |                                                          |

| 2 grudnia 2020 23:15 CET                         | Club Nacional | 0:0 k. 4:2(0:0)Raport               | Independiente del Valle | Estadio Gran Parque Central, Montevideo Sędzia: Juan Benítez |
|                                                  |               |                                     |                         |                                                              |
|                                                  |               | Rzuty karne                         |                         |                                                              |
| Bergessio · Castro · Yacob · Carballo · Martínez |               | Pellerano · Mera · Torres · Schunke |                         |                                                              |

Dwumecz C
| 25 listopada 2020 23:15 CET | Delfín · Ramires 69' (sam.) | 1:3(0:2)Raport | SE Palmeiras · Menino 18' · Rony 36' (k.) · Zé Rafael 60' | Estadio Jocay, Manta Sędzia: Leodán González |
|                             |                             |                |                                                           |                                              |

| 2 grudnia 2020 23:15 CET | SE Palmeiras · Patrick 29' · Veron 49', 60' · Willian 52' · Danilo 90+4' | 5:0(1:0)Raport | Delfín | Allianz Parque, São Paulo Sędzia: Darío Herrera |
|                          |                                                                          |                |        |                                                 |

Dwumecz D
| 3 grudnia 2020 01:30CET | SC Internacional | 0:1(0:0)Raport | CA Boca Juniors · Tévez 63' | Estádio Beira-Rio, Porto Alegre Sędzia: Esteban Ostojich |
|                         |                  |                |                             |                                                          |

| 10 grudnia 2020 01:30 CET                            | CA Boca Juniors | 0:1 k. 5:4(0:0)Raport                                             | SC Internacional · Fabra 48' (sam.) | Estadio Alberto J. Armando, Buenos Aires Sędzia: Roberto Tobar |
|                                                      |                 |                                                                   |                                     |                                                                |
|                                                      |                 | Rzuty karne                                                       |                                     |                                                                |
| Tévez · Cardona · Salvio · Fabra · Izquierdoz · Jara |                 | Rodinei · Edenílson · Lindoso · Yuri Alberto · Fernández · Peglow |                                     |                                                                |

Dwumecz E
| 25 listopada 2020 01:30 CET | Racing Club · Fértoli 13' | 1:1(1:1)Raport | CR Flamengo · Gabriel Barbosa 15' | Estadio Juan Domingo Perón, Avellaneda Sędzia: Alexis Herrera |
|                             |                           |                |                                   |                                                               |

| 2 grudnia 2020 01:30 CET                    | CR Flamengo · Willian Arão 90+3' | 1:1 k. 3:5(0:0)Raport                        | Racing Club · Sigali 65' | Maracanã, Rio de Janeiro Sędzia: Roberto Tobar |
|                                             |                                  |                                              |                          |                                                |
|                                             |                                  | Rzuty karne                                  |                          |                                                |
| Filipe Luís · Gerson · Pedro · Willian Arão |                                  | López · Rojas · Sigali · Alcaraz · Domínguez |                          |                                                |

Dwumecz F
| 26 listopada 2020 01:30 CET | Club Libertad · Enciso 46' · Cardozo 69' · Martínez 90+6' | 3:1(0:0)Raport | Jorge Wilstermann · Osorio 74' | Estadio General Pablo Rojas, Asunción Sędzia: Anderson Daronco |
|                             |                                                           |                |                                |                                                                |

| 3 grudnia 2020 01:30 CET | Jorge Wilstermann | 0:2(0:0)Raport | Club Libertad · Cardozo 67', 79' | Estadio Félix Capriles, Cochabamba Sędzia: Patricio Loustau |
|                          |                   |                |                                  |                                                             |

Dwumecz G
| 24 listopada 2020 23:15 CET | Athletico Paranaense · Bissoli 57' | 1:1(0:0)Raport | River Plate · Díaz 90' | Estádio Joaquim Américo Guimarães, Kurytyba Sędzia: Andrés Rojas |
|                             |                                    |                |                        |                                                                  |

| 1 grudnia 2020 23:15 CET | River Plate · De La Cruz 84' | 1:0(0:0)Raport | Athletico Paranaense | Estadio Libertadores de América, Avellaneda Sędzia: Jesús Valenzuela |
|                          |                              |                |                      |                                                                      |

Dwumecz H
| 24 listopada 2020 23:15 CET | LDU Quito · Julio 45+2' | 1:2(1:1)Raport | Santos FC · Soteldo 7' · Marinho 59' (k.) | Estadio Rodrigo Paz Delgado, Quito Sędzia: Fernando Rapallini |
|                             |                         |                |                                           |                                                               |

| 1 grudnia 2020 23:15 CET | Santos FC | 0:1(0:0)Raport | LDU Quito · Zunino 66' | Estádio Urbano Caldeira, Santos Sędzia: Néstor Pitana |
|                          |           |                |                        |                                                       |

### Ćwierćfinały
| Drużyna 1                            | Wynik dwumeczu | Drużyna 2       | Pierwszy mecz | Drugi mecz |
| ------------------------------------ | -------------- | --------------- | ------------- | ---------- |
| Grêmio Porto Alegre                  | 2:5            | Santos FC       | 1:1           | 1:4        |
| River Plate                          | 8:2            | Club Nacional   | 2:0           | 6:2        |
| Club Libertad                        | 1:4            | SE Palmeiras    | 1:1           | 0:3        |
| Racing Club                          | 1:2            | CA Boca Juniors | 1:0           | 0:2        |
| Po lewej gospodarz pierwszego meczu. |                |                 |               |            |

Dwumecz S1
| 9 grudnia 2020 23:15 CET | Grêmio Porto Alegre · Diego Souza 90+12' (k.) | 1:1(0:1)Raport | Santos FC · Kaio Jorge 36' | Arena do Grêmio, Porto Alegre Sędzia: Juan Benítez |
|                          |                                               |                |                            |                                                    |

| 16 grudnia 2020 23:15 CET | Santos FC · Kaio Jorge 1', 54' · Marinho 16' · Laércio 83' | 4:1(2:0)Raport | Grêmio Porto Alegre · Thaciano 81' | Estádio Urbano Caldeira, Santos Sędzia: Wilmar Roldán |
|                           |                                                            |                |                                    |                                                       |

Dwumecz S2
| 11 grudnia 2020 01:30 CET | River Plate · Montiel 67' (k.) · Zuculini 90+6' | 2:0(0:0)Raport | Club Nacional | Estadio Libertadores de América, Avellaneda Sędzia: Andrés Rojas |
|                           |                                                 |                |               |                                                                  |

| 18 grudnia 2020 01:30 CET | Club Nacional · Cougo 45+1' · Rodríguez 54' | 2:6(1:2)Raport | River Plate · Carrascal 28' · De La Cruz 45' · Zuculini 50' · Borré 67', 73', 80' | Estadio Gran Parque Central, Montevideo Sędzia: Roberto Tobar |
|                           |                                             |                |                                                                                   |                                                               |

Dwumecz S3
| 9 grudnia 2020 01:30 CET | Club Libertad · Espinoza 62' | 1:1(0:1)Raport | SE Palmeiras · Gómez 39' | Estadio Defensores del Chaco, Asunción Sędzia: Fernando Rapallini |
|                          |                              |                |                          |                                                                   |

| 16 grudnia 2020 01:30 CET | SE Palmeiras · Scarpa 21' · Rony 68' · Menino 82' | 3:0(1:0)Raport | Club Libertad | Allianz Parque, São Paulo Sędzia: Jesús Valenzuela |
|                           |                                                   |                |               |                                                    |

Dwumecz S4
| 17 grudnia 2020 01:30 CET | Racing Club · Melgarejo 60' | 1:0(0:0)Raport | CA Boca Juniors | Estadio Juan Domingo Perón, Avellaneda Sędzia: Esteban Ostojich |
|                           |                             |                |                 |                                                                 |

| 24 grudnia 2020 01:30 CET | CA Boca Juniors · Salvio 23' · Villa 61' (k.) | 2:0(1:0)Raport | Racing Club | Estadio Alberto J. Armando, Buenos Aires Sędzia: Wilmar Roldán |
|                           |                                               |                |             |                                                                |

### Półfinały
| Drużyna 1                            | Wynik dwumeczu | Drużyna 2    | Pierwszy mecz | Drugi mecz |
| ------------------------------------ | -------------- | ------------ | ------------- | ---------- |
| CA Boca Juniors                      | 0:3            | Santos FC    | 0:0           | 0:3        |
| River Plate                          | 2:3            | SE Palmeiras | 0:3           | 2:0        |
| Po lewej gospodarz pierwszego meczu. |                |              |               |            |

Dwumecz F1
| 6 stycznia 2021 23:15 CET | CA Boca Juniors | 0:0(0:0)Raport | Santos FC | Estadio Alberto J. Armando, Buenos Aires Sędzia: Roberto Tobar |
|                           |                 |                |           |                                                                |

| 13 stycznia 2021 23:15 CET | Santos FC · Pituca 16' · Soteldo 49' · Braga 51' | 3:0(1:0)Raport | CA Boca Juniors | Estádio Urbano Caldeira, Santos Sędzia: Wilmar Roldán |
|                            |                                                  |                |                 |                                                       |

Dwumecz F2
| 6 stycznia 2021 01:30 CET | River Plate | 0:3(0:1)Raport | SE Palmeiras · Rony 27' · Luiz Adriano 47' · Viña 62' | Estadio Libertadores de América, Avellaneda Sędzia: Leodán González |
|                           |             |                |                                                       |                                                                     |

| 13 stycznia 2021 01:30 CET | SE Palmeiras | 0:2(0:2)Raport | River Plate · Rojas 29' · Borré 44' | Allianz Parque, São Paulo Sędzia: Esteban Ostojich |
|                            |              |                |                                     |                                                    |

### Finał
| 30 stycznia 2021 21:00 CET | SE Palmeiras · Breno Lopes 90+9' | 1:0(0:0)Raport | Santos FC | Maracanã, Rio de Janeiro Sędzia: Patricio Loustau |
|                            |                                  |                |           |                                                   |

| Palmeiras | Santos |

| BR            | 1  | Weverton          |       |        |
| OB            | 2  | Marcos Rocha      | 90+7' |        |
| OB            | 13 | Luan              |       |        |
| OB            | 15 | Gustavo Gómez (c) | 35'   |        |
| OB            | 17 | Matías Viña       | 58'   |        |
| PO            | 28 | Danilo            |       |        |
| PO            | 25 | Gabriel Menino    |       | 85'    |
| PO            | 8  | Zé Rafael         |       | 78'    |
| PO            | 23 | Raphael Veiga     |       | 90+12' |
| NA            | 11 | Rony              |       | 90+12' |
| NA            | 10 | Luiz Adriano      |       |        |
| Rezerwowi:    |    |                   |       |        |
| BR            | 22 | Jailson           |       |        |
| OB            | 3  | Emerson Santos    |       |        |
| OB            | 4  | Benjamín Kuscevic |       |        |
| OB            | 6  | Alan Empereur     |       | 90+12' |
| OB            | 12 | Mayke             |       |        |
| OB            | 25 | Renan             |       |        |
| PO            | 30 | Felipe Melo       |       | 90+12' |
| PO            | 5  | Patrick de Paula  |       | 78'    |
| PO            | 14 | Gustavo Scarpa    |       |        |
| PO            | 20 | Lucas Lima        |       |        |
| PO            | 19 | Breno Lopes       | 90+9' | 85'    |
| NA            | 29 | Willian           |       |        |
| Trener:       |    |                   |       |        |
| Abel Ferreira |    |                   |       |        |

| BR         | 24   | John             |        |        |
| OB         | 4    | Pará             |        | 90+11' |
| OB         | 28   | Lucas Veríssimo  | 10'    |        |
| OB         | 14   | Luan Peres       |        |        |
| OB         | 3    | Felipe Jonatan   |        | 90+3'  |
| PO         | 18   | Sandry           |        | 73'    |
| PO         | 5    | Alison (c)       | 90+13' |        |
| PO         | 11   | Marinho          |        |        |
| PO         | 21   | Diego Pituca     | 70'    |        |
| PO         | 10   | Yeferson Soteldo | 90+6'  |        |
| NA         | 19   | Kaio Jorge       |        | 90+3'  |
| Rezerwowi: |      |                  |        |        |
| BR         | 1    | Vladimir         |        |        |
| BR         | 30   | João Paulo       |        |        |
| OB         | 2    | Luiz Felipe      |        |        |
| OB         | 13   | Madson           |        | 90+3'  |
| OB         | 20   | Laércio          |        |        |
| OB         | 27   | Wellington Tim   |        | 90+3'  |
| PO         | 17   | Jean Mota        |        |        |
| PO         | 22   | Guilherme        |        |        |
| PO         | 26   | Vinicius         |        |        |
| NA         | 23   | Arthur Gomes     |        |        |
| NA         | 33   | Bruno Marques    |        | 90+11' |
| NA         | 36   | Lucas Braga      |        | 73'    |
| Trener:    |      |                  |        |        |
| Cuca       | Cuca | Cuca             | 90+6'  |        |

| Asystenci sędziego: Ezequiel Brailovsky Diego Bonfa Sędziowie techniczni: Darío Herrera Julio Fernández Sędzia wideo: Mauro Vigliano Sędziowie asystenci wideo: Jhon Ospina Juan Belatti Fernando Rapallini |

## Klasyfikacja strzelców
| P. | Zawodnik            | Drużyna         | Gole |
| -- | ------------------- | --------------- | ---- |
| 1. | Fidel Martínez      | Barcelona SC    | 8    |
| 2. | Rafael Santos Borré | River Plate     | 7    |
| 3. | Eduardo Salvio      | CA Boca Juniors | 6    |
| 4. | Julián Álvarez      | River Plate     | 5    |
| 4. | Kaio Jorge          | Santos FC       | 5    |
| 4. | Luiz Adriano        | SE Palmeiras    | 5    |
| 4. | Rony                | SE Palmeiras    | 5    |